# Velburg
Velburg település Németországban, azon belül Bajorországban. Lakosainak száma 5553 fő (2023. december 31.). Velburg Neumarkt in der Oberpfalz és Pilsach községekkel határos.

## Népesség
A település népessége az elmúlt években az alábbi módon változott:
| Lakosok száma | 1089 | 1467 | 3441 | 4479 | 5227 | 5220 | 5310 | 5319 | 5391 | 5553 |
|               | 1875 | 1950 | 1975 | 1987 | 2012 | 2014 | 2016 | 2017 | 2021 | 2023 |